# 日本女性技術者科学者ネットワーク
日本女性技術者科学者ネットワーク（にほんじょせいぎじゅつしゃかがくしゃネットワーク、英: Japan Network of Women Engineers and Scientists）（略称：(JNWES）とは、日本の女性の技術者及び科学者によるNPO法人。職能団体、研究者団体のネットワークである。本部は東京都に置く。

## 概要
国際女性技術者・科学者ネットワ－ク（英: International Conference of Women Engineers and Scientists,略称：INWES）の日本における参加団体である。2002年にINWES Japanとして誕生。2015年に日本女性技術者科学者ネットワーク（JNWES）に名称を変更してNPO法人の法人格を取得している。
日本の女性技術者や女子学生らが国際進出する際にそのハブになるべく活動している。内閣府の男女共同参画局が紹介する「理工系女子応援ネットワーク」及び「リコチャレ応援団体」の登録団体である。

## 会員
JNWESには日本における女性の女性の技術者、科学者の団体が加盟している。
- 日本女性技術者フォーラム
- 女性技術士の会
- 日本女性科学者の会
- 日立技術士会活動グループ「チーム・技魔女」